# Sils im Engadin/Segl
Sils im Engadin (tyska) eller Segl (rätoromanska), officiellt Sils im Engadin/Segl, är en kommun i regionen Maloja i kantonen Graubünden, Schweiz. Kommunen har 708 invånare (2023). Den ligger längst upp i dalen Oberengadin (Engiadin'Ota), en mil sydväst om turism- och regioncentrumet Sankt Moritz.
Kommunens större byar är Sils Maria, Sils Baselgia, Fex och Plaun da Lej.

## Språk
Det traditionella språket är det rätoromanska idiomet puter. I slutet av 1800-talet började dock tyska språket vinna insteg, och vid mitten av 1900-talet var halva befolkningen tyskspråkig. Det handlade inte så mycket om att de rätoromansktalande minskade i antal, däremot minskade deras andel av en växande befolkningen. Vid folkräkningen 2000 utgjorde de endast en dryg tiondel av befolkningen. Skolundevisningen sker likväl på rätoromanska. 

## Religion
Kyrkan i Sils blev reformert 1552. Som en följd av omfattande inflyttning är dock halva befolkningen numera katoliker, och de har sedan 1931 en egen kyrka.

## Kuriosa
Den tyske filosofen Friedrich Nietzsche tillbringade de flesta av somrarna 1881-1888 i Sils Maria, en av kommunens byar. Här skrev han många av sina verk med inspiration från landskapet. Huset där han brukade bo är idag ett bibliotek och museum. En sten som ska ha inspirerat hans ide om den eviga återkomsten finns att beskåda vid sjön Silvaplanersee.
Filmen Clouds of Sils Maria utspelas här.

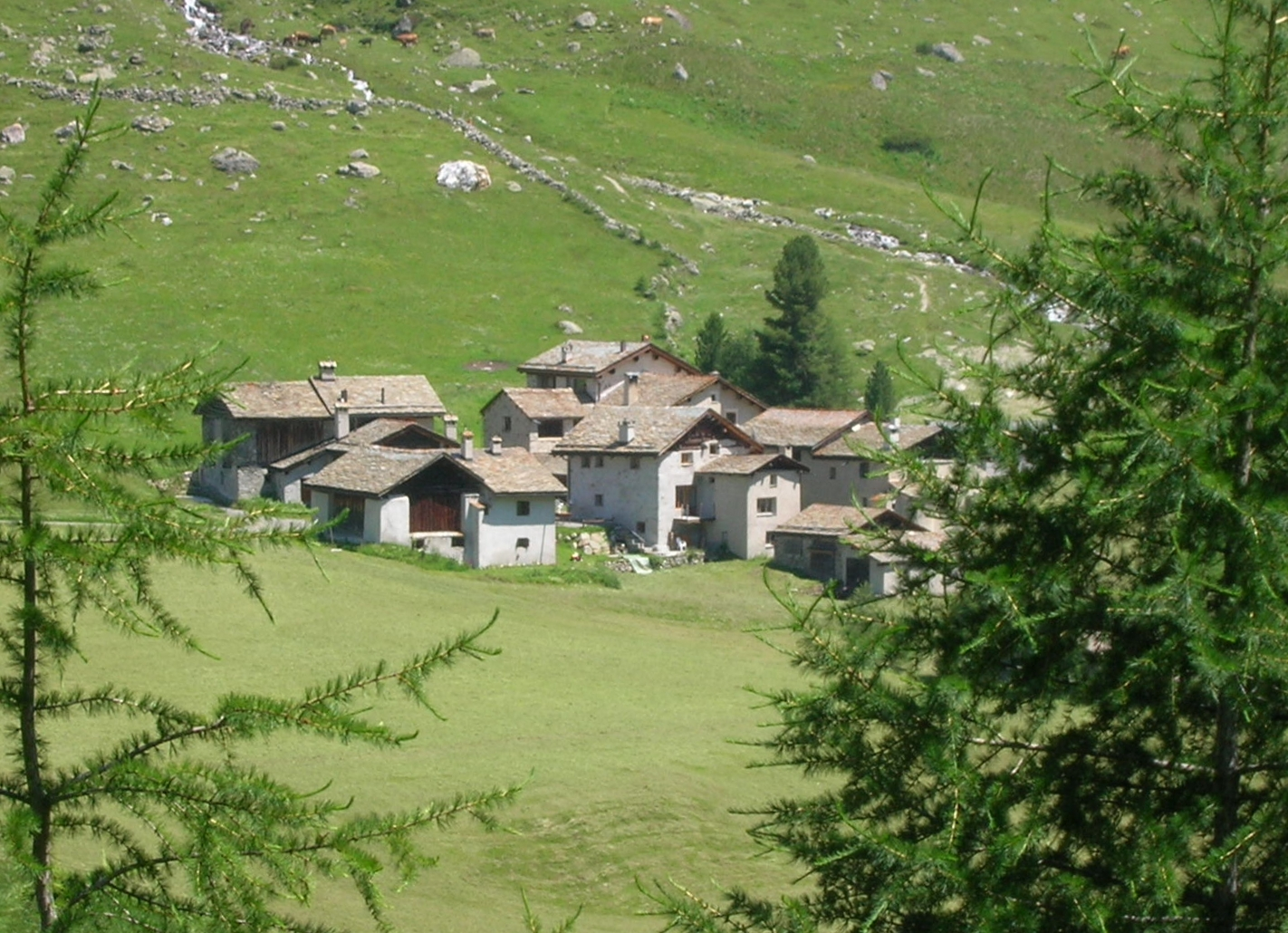
Byn Platta i Val Fex (Fexdalen).